# Mella Carron
Mella Carron (* 1993 oder 1994) ist eine irische Schauspielerin, Musicaldarstellerin und Sängerin.

## Leben
Carron stammt aus Ranelagh, einem Wohngebiet im Süden von Dublin. Meabh Carron ist ihre vier Jahre ältere Schwester, mit der sie als Carron Sisters ein Pop-Duett bildet. Zwischen ihrem 19. und 20. Lebensjahr hatte sie immer wieder mit starken Schmerzen im Bauch und Rücken zu tun, worauf ihre Gallenblase entfernt wurde und ein Spezialist in London eine Sphincter-Oddi-Dysfunktion vermutete. Nach Stationen am Alexandra College und dem Trinity College Dublin besuchte sie von 2019 bis 2023 das Dún Laoghaire Institute of Art, Design and Technology. Erste Erfahrungen im Schauspiel sammelte sie bereits ab ihrem vierten Lebensjahr, als sie am Independent Theatre Workshop teilnahm. Es folgte zwei Jahre später ihr Bühnendebüt im Stück Annie im Tivoli Theatre sowie in der Folge Mitwirkungen in Musicals des The Sound of Music.
2011 debütierte Carron in einer Episode der Fernsehserie Camelot als Fernsehschauspielerin. Im selben Jahr erfolgte ihr Filmschauspieldebüt durch ihre Rolle der Wendy im Spielfilm Am Ende eines viel zu kurzen Tages. 2012 spielte sie die größere Rolle der Sophie Kilroy im Spielfilm What Richard Did. 2013 stellte sie die größere Rolle der Sacha im Abenteuerfilm Der Abenteurer – Der Fluch des Midas dar. Es folgten kleine Nebenrollen 2015 in Brooklyn – Eine Liebe zwischen zwei Welten sowie 2017 in Mary Shelley. 2018 wirkte sie in der Fernsehserie Bernard Dunne’s Mythical Heroes mit. 2023 spielte sie in einer Episode der Fernsehserie Harry Wild – Mörderjagd in Dublin mit.

## Filmografie (Auswahl)
- 2011: Camelot (Fernsehserie, Episode 1x05)
- 2011: Am Ende eines viel zu kurzen Tages (Death of a Superhero)
- 2012: What Richard Did
- 2013: Der Abenteurer – Der Fluch des Midas (The Adventurer: The Curse of the Midas Box)
- 2015: Brooklyn – Eine Liebe zwischen zwei Welten (Brooklyn)
- 2017: Mary Shelley
- 2018: Bernard Dunne’s Mythical Heroes (Fernsehserie)
- 2023: Harry Wild – Mörderjagd in Dublin (Harry Wild, Fernsehserie, Episode 2x04)

## Theater (Auswahl)
- Annie, Tivoli Theatre
- The Sound of Music, The Sound of Music
- Annie, The Sound of Music